# Mausolée de Taksebt

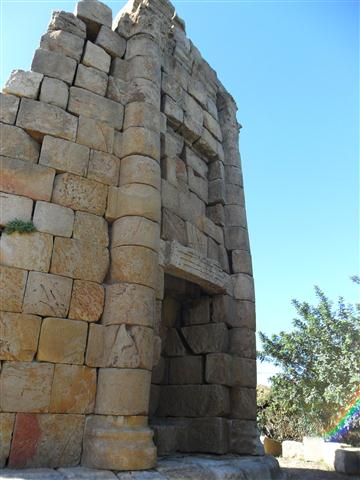
Mausolée de Taksebt

Le mausolée de Taksebt est un monument funéraire berbère,,, daté du IIe siècle av. J.-C. et situé près de la ville de Tigzirt, en Kabylie, au Nord de l'Algérie. 

## Localisation
Le mausolée qui est implanté sur le sommet du cap Tédelès, 3 km à l'est de la ville de Tigzirt, domine la vallée environnante.Cette position stratégique reflète probablement l'importance symbolique et religieuse du site à l'époque de sa construction.

## Histoire
Construit durant l'époque numide, le mausolée de Taksebt servait certainement de lieu de sépulture pour des membres de la royauté ou de l'élite numide.

## Architecture

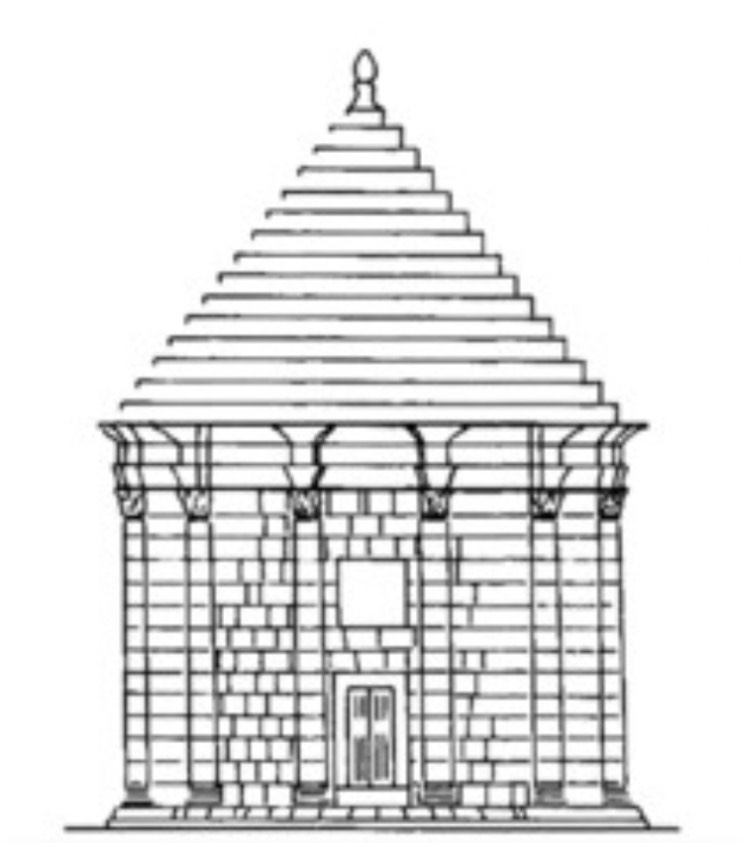
Reconstitution du Mausolée de Taksebt

Le mausolée de Taksebt est caractérisé par une architecture monumentale en pierre. Il est constitué de grands blocs de pierre taillés avec précision qui suppose un travail dans un atelier regional, et d'un toit en forme de pyramide qui a aujourd’hui disparu. Il possède également une fausse porte. L'édifice présente une forme quadrangulaire avec des éléments décoratifs inspirés des traditions architecturales locales. À l intérieur, le mausolée abrite une chambres funéraires, où des dépouilles étaient placées, accompagnées de divers objets funéraires, dont des céramiques, des bijoux et des armes , offrant un aperçu des pratiques funéraires et des aspects culturels berbères.

## État de conservation et protection
Comme de nombreux monuments anciens, le mausolée de Taksebt a souffert des effets du temps et de l'érosion. Il a également souffert du tremblement de terre de 2003. Des initiatives locales et internationales visent à restaurer et à protéger le mausolée pour les générations futures.